# Sloanea nitida
Sloanea nitida är en tvåhjärtbladig växtart som beskrevs av George Don jr. Sloanea nitida ingår i släktet Sloanea och familjen Elaeocarpaceae. Inga underarter finns listade i Catalogue of Life.